# Егоров, Иван Васильевич
Иван Васильевич Егоров (1891—1943) — русский футболист.

## Биография
Спортивную карьеру начал в клубе «Националы» в 1906 году, вместе с которым занял 4-е место в Санкт-Петербургской футбольной лиге.
С 1907 года выступал за петербургский клуб «Спорт», с которым становился чемпионом лиги в 1908, 1909, 1910, 1913 и 1914 годах.

## Международная карьера
Принимал участие в двух товарищеских матчах сборной Российской империи:
- 22 августа 1911. Россия — Англия — 0:11 (неофициальный)
- 4 мая 1913. Россия — Швеция — 1:4